# Leimen (Baden)
Leimen (Nam Franconia: Lååme) là thị trấn lớn thứ ba của huyện Rhein-Neckar, tây bắc bang Baden-Württemberg, Đức. Nơi đây nằm cách Heidelberg 7 kilômét (4,3 dặm) về phía nam.